# Salzburggau
Der Salzburggau war ab dem 6. Jahrhundert eine der Gaugrafschaften des bayerischen Stammesherzogtums. 1328 ging mit der vollständigen Ablösung des Erzstifts Salzburg von Bayern ein großer Teil des Salzburggaus an Salzburg und wurde in „Flaches Land“ umbenannt.

## Gebiet
Das Gebiet des bayrischen Salzburggaus umfasste in seiner größten Ausdehnung:
- das Gebiet der heutigen Stadt Salzburg und umliegend dazu ferner
- den heute so genannten Flachgau (Bezirk Salzburg-Umgebung)
- den heute so genannten Tennengau bis zum Pass Lueg (seit 1895/96 Bezirk Hallein)
- den heute so genannten Rupertiwinkel (erstreckt sich heute in Bayern über die Nordregion des Landkreises Berchtesgadener Land, die Nordostregion des Landkreises Traunstein sowie eine Gemeinde im Südwesten vom Landkreis Altötting)
- das Saalachtal mit Reichenhall bis zum Steinpass (nach wie vor Bayern)
- das Berchtesgadener Land (heute namensgebende Südregion des Landkreises Berchtesgadener Land)

Bereits 1294 hatte das Berchtesgadener Land erste „weltliche“ Eigenständigkeit erlangt und war, 1559 erhoben zur Fürstpropstei Berchtesgaden, bis 1803 ein reichsunmittelbares Fürstentum. Reichenhall und Umgebung hingegen verblieben auch nach der Ablösung des Salzburggaus durchgängig unter bayerischer Herrschaft. Die dem Erzstift Salzburg ab 1328 verbliebenen Gebiete wurden bis zur Säkularisation zu dessen Außergebirg, während die im Erzstift benachbarten Gebiete schon vorher als sogenanntes Innergebirg zusammengefasst waren. Ab 1810 ging der Rupertiwinkel wie das Berchtesgadener Land an Bayern und verblieb seither dort auch nach den Verhandlungen darüber beim Wiener Kongress (1814–1815).

## Geschichte

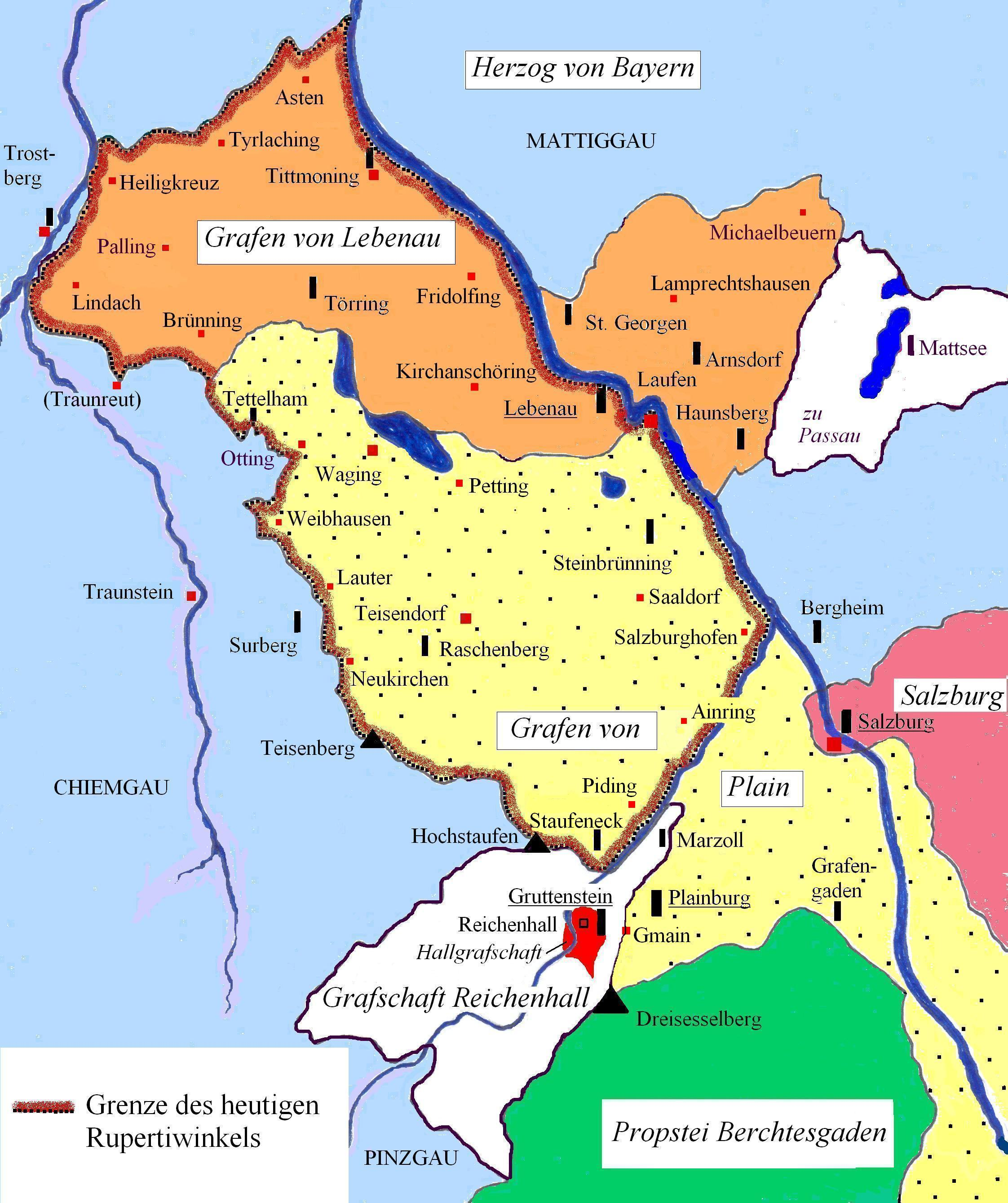
Herrschaftsgebiete im nördlichen Salzburggau im Hochmittelalter

Der deutsche Name „Salzburg“ (für die Stadt) löste um das Jahr 755 den römischen Namen „Iuvavum“ ab. Die Ersterwähnung von „Salzburg“ findet sich in der Lebensbeschreibung des Heiligen Bonifatius, welche um 770 entstanden ist. Nach der Stadt hat auch der umliegende Gau seinen Namen erhalten. Als erster Beleg dafür wird ein Eintrag in der Notitia Arnonis (788–790) gehalten, wo die Bezeichnung in der Ortsbeschreibung „Pidinga in pago Salzburchgaoe“ (Piding im Gau Salzburggau) aufscheint.
Der Salzburggau umfasste im Norden etwa die Umgebung von Tittmoning zwischen Alz und Salzach sowie das Gebiet um den Waginger See und den Landstrich zwischen Salzach und Michaelbeuern. Im Süden gehörten das Saalachtal mit Reichenhall bis zum Steinpass, das besiedelte Gebiet um das Klosterstift Berchtesgaden und das Salzachtal bis zum Pass Lueg dazu.
Im Süden des Salzburggaus lag die sogenannte „Salzburger Romania“, jene Gegend in der sich eine von den hier ansässig gebliebenen Romanen gesprochene lateinische Umgangssprache bis um das Jahr 1000 halten konnte. Dieses Gebiet erstreckte sich im Saalachtal bis nach Salinas (Reichenhall) und an der Salzach von Salzburg bis zum Pass Lueg. Von dieser von den Romanen gesprochenen Sprache, dem sogenannten „Vulgärlatein“, wird angenommen, dass es dem Rätoromanischen, dem Ladinischen oder dem Friulianischen ähnlich war.
Bedeutende Adelsgeschlechter, welche Grafen im Salzburggau stellten, waren die Engelberte (9. Jh.), die Aribonen (9. und 10. Jh.) und die Sieghardinger (10. und 11. Jh.). Ab etwa 1100 waren die Grafen von Plain mit der Grafschaft im oberen (flussaufwärts liegenden, südlichen) Salzburggau belehnt. Nördlich davon, im unteren Salzburggau, hatten die Grafen von Lebenau seit 1104 eine Grafschaft inne. Die Lebenauer starben 1229, die Plainer 1260 aus. Beide Grafschaften fielen daraufhin an den Erzbischof von Salzburg. 1275 erkannte der Bayernherzog die Grenzen der Besitzungen des Salzburger Erzbischofs weitgehend an. Mit der vollständigen Ablösung Salzburgs von Bayern 1328 wurde der Salzburggau geteilt und die Bezeichnung damit hinfällig. Der salzburgische Teil wurde daraufhin „Flaches Land“ genannt. Der Name war später ausschlaggebend für die Begründung der heutigen Bezeichnung „Flachgau“. Beim Herzogtum Bayern verblieb das Saalachtal mit dem Gericht Reichenhall. Das Berchtesgadener Land war bereits 1294 selbständig geworden und ab 1559 ein reichsunmittelbares Fürstentum. Nach der Säkularisation (ab 1803) und wenig später nach dem Wiener Kongress (ab 1814) kam es noch zu einigen weiteren Zugehörigkeitswechseln von Teilgebieten des einstigen Salzburggaus (siehe Abschnitt: Gebiet).